# 金清 (嘉靖進士)
金清（1496年—？），字廉夫，號石庄，應天府上元縣民籍，直隸崑山縣人，明朝政治人物。

## 生平
嘉靖元年（1522年）壬午科應天府鄉試第二十三名舉人。嘉靖八年（1529年）中式己丑科會試第九十八名，登第三甲第一百六十八名進士。授江西永丰县知县，擢升主事，十四年十一月改授雲南道监察御史，十八年巡按直隶，改山东道御史，二十年二月升山东按察司副使，曹濮兵备，剿平山东剧贼刘仪等，二十一年四月升俸一级，二十三年三月升河南布政使司左参政。

## 家族
曾祖金通；祖父金鋹，封監察御史；父金冕，曾任中憲大夫按察司副使。嫡母吳氏（封安人）；生母周氏。慈侍下。兄金湯；金沂；金淳（贡士）；金淇。弟金湛、金瀚（监生）。